# بخش مرکزی شهرستان بن
بخش مرکزی شهرستان بن یکی از دو بخش شهرستان بن در استان چهارمحال و بختیاری ایران است. بخش مرکزی در دی ماه سال ۱۳۹۱ با تصویب هیئت وزیران ایجاد گردید.

## تقسیمات کشوری
- بخش مرکزی شهرستان بن
  - دهستان حومه
  - دهستان وردنجان

شهرها : بن ، وردنجان

## بخشدار
در شهریور ۱۳۹۳ مهدی سلیمانی به عنوان بخشدار منصوب گردید.
سپس در خرداد ١٣٩٤ فرهاد ظفريان بعنوان بخشدار بعدي معرفي گرديد.سید روح الله مرتضوی،بخشدار فعلی بخش مرکزی است.

## جمعیت
جمعیت این بخش افزون بر۳۸۰۱۸ نفر می باشد.